# Paz de la Iglesia
Paz de la Iglesia es la denominación del periodo de tolerancia religiosa hacia el cristianismo primitivo que siguió al Edicto de Milán promulgado por los emperadores Constantino y Licinio (abril de 313).
Es análogo a la "pequeña paz de la Iglesia", periodo que siguió al edicto pacificador de Galieno (260, que derogaba el edicto de persecución de Valeriano, 257) y la persecución de Diocleciano (303).
Con la "paz de la Iglesia" comienza la "edad de oro" de los Padres de la Iglesia, que se acompaña de una reinterpretación de la filosofía greco-romana, especialmente el neoplatonismo, en términos cristianos, utilizando numerosos motivos míticos del mundo antiguo para conseguir la inculturación de la nueva religión, respetando la tradición apostólica pero con un cierto sincretismo.
La época fue propicia a los debates teológicos, como las controversias cristológicas, que terminaron por concretarse en la definición del dogma ortodoxo (Primer Concilio de Nicea, 325) frente a lo que se denominó oficialmente como herejías.